# Comuna Vădăstrița, Olt
Vădăstrița este o comună în județul Olt, Oltenia, România, formată numai din satul de reședință cu același nume.

## Istorie
Comuna Vădăstrița se află așezată în partea de sud a județului Olt, în cadrul terasei a doua a Dunării. Situată la 19 km vest de orașul Corabia și la 38 km sud-vest de orașul Caracal, comuna Vădăstrița se află la 80 km distanță de orașul de referință al județului, Slatina.
Aceasta cuprinde un singur sat - Vădăstrița. Pe teritoriul comunei, cercetările arheologice au dat la iveală ceramica și alte obiecte aparținând triburilor purtătoare ale Culturii Vădastra, care s-au extins se pare și asupra localității Vădăstrița.
Vădăstrița a figurat ca așezare rurală încă din timpul ocupației romane. Sondajele efectuate de V. Christescu au scos la iveală țigle, cuie de fier și o săgeată, toate de proveniență romană.
La sud de sat se află o necropolă cu tumuli din care s-a scos în 1937 un sarcofag din piatră, iar un altul de dimensiuni mai mici a fost scos mai demult. Acest lucru este demonstrat și de urmele arheologice care se mai găsesc în partea de răsarit a satului, la aproximativ 1 km, unde se pare că a fost vatra inițială a satului. Data când satul s-a mutat în vatra de astazi nu se cunoaște.

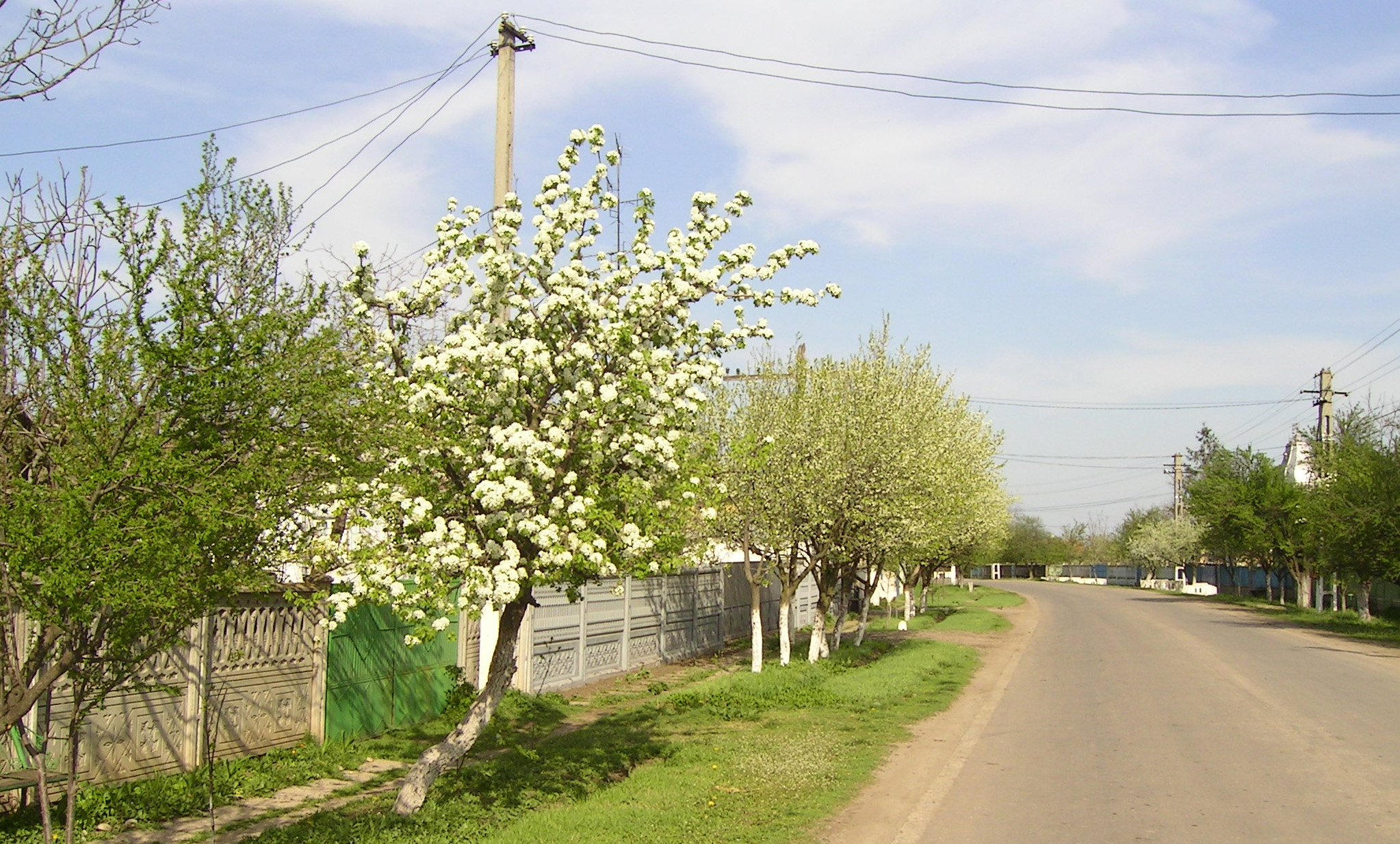
Comuna Vădăstriţa - Primăvara

Satul vechi se zice că purta numele de Vadul Struț sau Vadul Struțului, denumire care a evoluat până la cea actuală. O alta toponimie este Voda = apa si Strita = cale, strada, drum, care in traducere din slava ar fi Calea apei.
Satul Vădăstrița este amintit în continuare în documentele vremii. Domnitorul Radu cel Mare întarește în anul 1501 mănăstirii Cozia mai multe sate, printre care și Vădăstrița cu bălțile de la Dunare, pentru ca ”să le fie de ocina și de ohabă sfintei mănăstiri și dumnezeieștilor călugări de hrană, iar nouă și părinților noștri de veșnica pomenire.
Satul Vădăstrița și alte șase state au fost cumpărate în secolul al XVI-lea de călugări de la Gonea Taurul, un necunoscut, pentru suma de 650 aspri. Tot in secolul al XVI-lea, satul Vădăstrița este amintit ca un hotar cu satul Vădastra.
Satul a luat ființă în anul 1748 în urma legii lui Constantin Mavrocordat prin care s-a desființat Serbia. Este sat înființat din clăcașii de pe moșia mănăstirii Cozia, care stăpânea aceste pământuri. Moșia comunei este destul de întinsă, cuprinzând 3907 ha. Ea a aparținut mănăstirii Cozia până la secularizarea averilor mănăstirești de catre Alexandru Ioan Cuza în anul 1864.
Odată trecută pe seama statului,s-a făcut prima împroprietărire a țăranilor pe categorii: toporași, mijlocași si pălmași. Prima categorie a primit cate 5 ha, a doua cate 3 ha si a treia cate 2 ha.
După împroprietărirea din anul 1864, restul moșiei a rămas pe seama statului, fiind arendată de diferiți boieri la care țăranii munceau în dijmă.
Dintre boierii care au arendat aceasta moșie, țăranii își amintesc pe frații Tache si Tudorica Bancu și mai târziu pe Ștefan Popp (zis Fane Popp). La primii doi boieri, învoiala era din trei-una, adică două părți luau țăranii, iar o parte o lua boierul. În plus țăranii erau obligați să facă zile de clacă și să secere la pogoane. La boierul Stefan Popp, învoiala era jumătate-jumătate, plus zilele de clacă și pogoanele secerate. După aceea moșia a fost luată în arendă de un comitat de țărani în frunte cu Ion M. Istrate, format din: Spiru lui Bou, Paunescu, care nu era din partea locului si Nica. Acest lucru s-a petrecut între anii 1906-1909.
În anul 1907, în comuna Vădăstrița nu este semnalată nici o acțiune de revoltă a țăranilor, deoarece oamenii aveau promisiunea ca vor fi împroprietăriți.

## Demografie
Componența etnică a comunei Vădăstrița
     Români (93,8%)
     Alte etnii (0,2%)
     Necunoscută (6%)
Componența confesională a comunei Vădăstrița
     Ortodocși (93,7%)
     Alte religii (0,1%)
     Necunoscută (6,2%)
Conform recensământului efectuat în 2021, populația comunei Vădăstrița se ridică la 3.002 locuitori, în scădere față de recensământul anterior din 2011, când fuseseră înregistrați 3.437 de locuitori. Majoritatea locuitorilor sunt români (93,8%), iar pentru 6% nu se cunoaște apartenența etnică. Din punct de vedere confesional, majoritatea locuitorilor sunt ortodocși (93,7%), iar pentru 6,2% nu se cunoaște apartenența confesională.

## Politică și administrație
Comuna Vădăstrița este administrată de un primar și un consiliu local compus din 11 consilieri. Primarul, Marin Ciupitu[*], de la Partidul Național Liberal, este în funcție din 2012. Începând cu alegerile locale din 2024, consiliul local are următoarea componență pe partide politice:
|  | Partid                          | Consilieri | Componența Consiliului | Componența Consiliului | Componența Consiliului | Componența Consiliului |
|  | ------------------------------- | ---------- | ---------------------- | ---------------------- | ---------------------- | ---------------------- |
|  | Partidul Național Liberal       | 4          |                        |                        |                        |                        |
|  | Partidul Social Democrat        | 3          |                        |                        |                        |                        |
|  | Uniunea Salvați România         | 2          |                        |                        |                        |                        |
|  | Alianța pentru Unirea Românilor | 1          |                        |                        |                        |                        |
|  | Partidul PRO România            | 1          |                        |                        |                        |                        |